# Anastatus flavipes
Anastatus flavipes is een vliesvleugelig insect uit de familie Eupelmidae. De wetenschappelijke naam is voor het eerst geldig gepubliceerd in 1997 door Sheng & Wang.